# Divisões administrativas de Myanmar
Myanmar ou Birmânia está dividido em 14 divisões administrativas, que incluem sete regiões (tyne) e sete estados (pyi-ne), e um território da união.

## Divisões administrativas

### Colonização britânica: província da Índia britânica

#### 1900-1921
| Nome                   | Região           | Ref.        |
| ---------------------- | ---------------- | ----------- |
| Arracão                | Baixa Birmânia   | [ 1 ] [ 2 ] |
| Careni                 | Estados do leste | [ 2 ]       |
| Estados do Norte de Xã | Estados do leste | [ 2 ]       |
| Estados do Sul de Xã   | Estados do leste | [ 2 ]       |
| Irauádi                | Baixa Birmânia   | [ 2 ] [ 3 ] |
| Meictila               | Alta Birmânia    | [ 2 ]       |
| Mimbu                  | Alta Birmânia    | [ 2 ]       |
| Pegu                   | Baixa Birmânia   | [ 2 ] [ 4 ] |
| Sagaingue              | Alta Birmânia    | [ 2 ]       |
| Tenasserim             | Baixa Birmânia   | [ 2 ] [ 5 ] |

#### 1922-1940
| Nome                   | População | Área (km) | Capital   | Região           | Ref.  |
| ---------------------- | --------- | --------- | --------- | ---------------- | ----- |
| Arracão                | 1 008 535 | 41 442    | Akyab     | Baixa Birmânia   | [ 2 ] |
| Estados do Norte de Xã | 636 107   | 55 426    | Taunggyi  | Estados do leste | [ 2 ] |
| Estados do Sul de Xã   | 870 230   | 94 317    | Taunggyi  | Estados do leste | [ 2 ] |
| Irauádi                | 2 334 774 | 34 861    | Basseim   | Baixa Birmânia   | [ 2 ] |
| Maguai                 | 1 722 044 | 71 725    | Maguai    | Alta Birmânia    | [ 2 ] |
| Mandalai               | 1 696 332 | 32 385    | Mandalai  | Alta Birmânia    | [ 2 ] |
| Pegu                   | 2 549 637 | 35 739    | Rangum    | Baixa Birmânia   | [ 2 ] |
| Sagaingue              | 1 918 058 | 129 722   | Sagaingue | Alta Birmânia    | [ 2 ] |
| Tenasserim             | 1 872 668 | 97 420    | Moulmein  | Baixa Birmânia   | [ 2 ] |

### 2008-presente
| Nome birmanês | Nome português                 | ISO   | Capital   | Divisão             | População | Ref.              |
| ------------- | ------------------------------ | ----- | --------- | ------------------- | --------- | ----------------- |
| ရခိုင်ပြည်နယ်       | Arracão                        | MM-16 | Sittwe    | Estado              | 3 188 807 | [ 8 ] [ 7 ] [ 9 ] |
| ချင်းပြည်နယ်        | Chim                           | MM-14 | Hakha     | Estado              | 478 801   | [ 8 ] [ 7 ] [ 9 ] |
| ဧရာဝတီတိုင်းဒေသကြီ     | Irauádi                        | MM-07 | Pathein   | Região              | 6 184 829 | [ 8 ] [ 7 ] [ 9 ] |
| ကချင်ပြည်နယ်       | Cachim                         | MM-11 | Myitkyina | Estado              | 1 689 441 | [ 8 ] [ 7 ] [ 9 ] |
| ကယားပြည်နယ်        | Caiá                           | MM-12 | Loikaw    | Estado              | 286 627   | [ 8 ] [ 7 ] [ 9 ] |
| ကရင်ပြည်နယ်       | Caim                           | MM-13 | Hpa-An    | Estado              | 1 574 079 | [ 8 ] [ 7 ] [ 9 ] |
| မကွေးတိုင်းဒေသကြီး       | Maguai                         | MM-03 | Maguai    | Região              | 3 917 055 | [ 8 ] [ 7 ] [ 9 ] |
| မန္တလေးတိုင်းဒေသကြီး     | Mandalai                       | MM-04 | Mandalai  | Região              | 6 165 723 | [ 8 ] [ 7 ] [ 9 ] |
| မွန်ပြည်နယ်        | Mom                            | MM-15 | Moulmein  | Estado              | 2 054 393 | [ 8 ] [ 7 ] [ 9 ] |
| ပဲခူးတိုင်းဒေသကြီး       | Pegu                           | MM-02 | Pegu      | Região              | 4 867 373 | [ 8 ] [ 7 ] [ 9 ] |
| ရှမ်းပြည်နယ်        | Xã                             | MM-17 | Taunggyi  | Estado              | 5 824 432 | [ 8 ] [ 7 ] [ 9 ] |
| စစ်ကိုင်းတိုင်းဒေသကြီး     | Sagaingue                      | MM-01 | Sagaingue | Região              | 5 325 347 | [ 8 ] [ 7 ] [ 9 ] |
| တနင်္သာရီတိုင်းဒေသကြီး    | Tenasserim                     | MM-05 | Dawei     | Região              | 1 408 401 | [ 8 ] [ 7 ] [ 9 ] |
| ရန်ကုန်တိုင်းဒေသကြီး     | Rangum                         | MM-06 | Rangum    | Região              | 7 360 703 | [ 8 ] [ 7 ] [ 9 ] |
| နေပြည်တော် ပြည်ထောင်စုနယ်မြေ | Território da União de Nepiedó | MM-18 | Nepiedó   | Território da União | 1 160 242 | [ 8 ] [ 7 ] [ 9 ] |